# NGC 2281
NGC 2281 is een open sterrenhoop in het sterrenbeeld Voerman. Het hemelobject ligt 1819,08 lichtjaar van de Aarde verwijderd en werd op 4 maart 1788 ontdekt door de Duits-Britse astronoom William Herschel.

## Synoniemen
- OCL 446